# Двигательные белки
Двигательный белок, моторный белок — класс молекулярных моторов, способных перемещаться. Выделяют ротационные (АТФ-синтаза) и линейные моторные белки. 
Функционирование моторных белков осуществляется посредством гидролиза АТФ, что позволяет молекуле белка преобразовывать химическую энергию в механическую работу.
К линейным двигательным белкам относят моторные белки цитоскелета — динеины, кинезины, перемещающиеся по микротрубочкам, а также белки, участвующие в мышечных сокращениях — миозины (перемещаются вдоль  микрофиламентов, образованных полимеризованным актином). Для динеинов, кинезинов и миозинов характерна продолговатая форма, наличие гомологичного моторного домена и значительная разница в хвостовом домене, связывающимся специфичным образом с различными грузами.
Регулирование активности моторных белков может производиться при участии фосфорилирования, малых G-белков и динактина.